# ویرخیلیو دراگو
ویرخیلیو دراگو (اسپانیایی: Virgilio Drago‎؛ ۱۹۲۵ – ۱۹۹۷) بازیکن بسکتبال اهل پرو بود. وی در بازی‌های المپیک تابستانی ۱۹۴۸ شرکت کرده‌است.